# Le Chat noir (film, 1981)
Pour les articles homonymes, voir Chat noir (homonymie).
Pour plus de détails, voir Fiche technique et Distribution.
Le Chat noir (Gatto nero) est un film italien réalisé par Lucio Fulci, sorti en 1981.
Le film est librement inspiré de la nouvelle éponyme écrite par Edgar Allan Poe en 1843 et utilise le style violent qui caractérisera la fin de carrière du réalisateur, après des films comme La Longue Nuit de l'exorcisme (1972).
Dans un village de Grande-Bretagne, la photographe Jill Travers rencontre un inquiétant individu précédé d'une réputation sulfureuse, Robert Miles. Passionné de sciences occultes, Miles hante les cimetières et les lieux de sépulture, communiquant avec l'au-delà par l'intermédiaire d'un chat noir dont les apparitions constituent autant de rencontres mortelles. Alertés par une cascade de morts violentes, Jill Travers et l'inspecteur Gorley mènent l'enquête sur les activités réelles de Miles et de son sinistre animal de compagnie.

## Synopsis
D'étranges événements se produisent dans un petit village anglais. Tout d'abord, un homme au volant d'une voiture rencontre soudain un étrange chat noir sur la banquette arrière et, grâce à son regard hypnotique, le chat pousse l'homme à percuter un lampadaire, entraînant sa mort. Le chat noir retourne chez lui, dans une vieille maison délabrée occupée par Robert Miles, un ancien professeur d'université malsain et hostile qui a la réputation d'être un médium. Le professeur Miles vit seul, à l'exception de son chat noir tout aussi hostile, et passe son temps à faire des enregistrements audio sur les tombes des personnes récemment décédées. Pendant ce temps, une touriste américaine, Jill Trevers, s'aventure dans une crypte ouverte pour prendre des photos pour son album lorsqu'elle découvre un petit microphone sur le sol de l'endroit. En sortant, elle rencontre l'agent de police local, le sergent Wilson, qui lui dit de ne plus s'aventurer dans la crypte, affirmant que les morts aiment être laissés tranquilles.
Ailleurs, Maureen Grayson, une adolescente extravertie de la région, et son petit ami, Stan, se trouvent dans une barque sur un canal voisin lorsqu'ils rejoignent un hangar à bateaux et s'enferment dans une pièce hermétique afin de pouvoir faire l'amour. Maureen devient nerveuse et Stan découvre que la clef de la porte verrouillée a disparu. Ils sont pris au piège alors que l'air de la pièce commence à manquer.
Le lendemain, Lillian Grayson appelle la police pour signaler la disparition de sa fille et le sergent Wilson appelle un homme de Scotland Yard, l'inspecteur Gorley, qui arrive en ville à moto et reçoit immédiatement une contravention pour excès de vitesse de la part du sergent Wilson à son arrivée au poste de police. Pendant ce temps, les recherches de Jill pour retrouver le propriétaire du mini-microphone la conduisent à Miles, qui discute avec elle des portes de la perception et de la façon de les franchir. Il tente d'hypnotiser Jill, mais en est empêché par le chat noir, qui bondit soudain et le griffe. Jill s'en va précipitamment.
Ce soir-là, Ferguson, un habitant du quartier, quitte le pub local et rentre chez lui à pied. Le chat apparaît et l'effraie tellement qu'il le pousse à fuir dans une grange désaffectée. Lorsque le félin apparaît soudainement devant lui, Ferguson tente de s'enfuir le long d'une poutre en hauteur. Le chat lui griffe les mains alors qu'il s'accroche à la poutre au-dessus de sa tête pour garder l'équilibre, et il fait une chute mortelle en atterrissant sur des pointes au sol.
Le lendemain matin, l'inspecteur Gorley arrive sur les lieux et demande à Jill de l'aider à photographier le mort. Ce faisant, elle voit des griffures de chat sur les mains, qui lui rappellent celles subies par Miles la veille.
Chez Miles, Mme Grayson arrive et le supplie de l'aider à retrouver sa fille disparue. Miles, qui s'avère avoir eu une relation amoureuse avec Mme Grayson il y a de nombreuses années, accepte à contrecœur de l'aider. Tenant un bracelet appartenant à Maureen, Miles entre en transe et décrit le hangar à bateaux et l'endroit où se trouve la clef manquante. La police et Mme Grayson se précipitent sur les lieux et constatent que tout est conforme aux dires de Miles. En utilisant la clef pour déverrouiller la porte, qui était fermée de l'intérieur, ils découvrent les corps en décomposition de Maureen et Stan. La clef se trouvait sur la bâche à l'extérieur, un exploit impossible pour un meurtrier puisque le seul autre moyen de sortir de la pièce était une bouche de climatisation bloquée, bien trop petite pour un humain. Cette nuit-là, la prochaine victime du chat est Mme Grayson elle-même, qui meurt brûlée vive dans l'incendie de sa maison allumé par le félin malveillant.
Le lendemain, Jill se rend chez Miles et lui montre les photos qu'elle a prises des griffures sur les mains du mort. Jill croit maintenant que Miles exerce une influence surnaturelle maléfique sur le chat, mais Miles affirme que c'est le chat qui le domine.
Cette nuit-là, Miles drogue le chat et l'emmène à l'extérieur, le suspendant par le cou à une branche d'arbre. La mort du chat déclenche des forces surnaturelles qui frappent également Jill, endormie dans son lit à l'auberge du village. Le chat réapparaît devant Miles, jetant à présent une malédiction fantomatique sur Miles, effrayé. L'inspecteur Gorley se rend tard dans la nuit dans la chambre de Jill pour discuter avec elle des mystérieux éclairs de lumière et des événements qui se sont produits une heure plus tôt. En partant, Gorley aperçoit lui-même la créature maléfique, qui l'attaque et l'hypnotise. Il titube sur la route devant une voiture en marche et se fait écraser.
Le lendemain, Jill, qui pense toujours que Miles est le véritable tueur, s'introduit chez lui lorsqu'il sort et fouille dans son bureau, découvrant les enregistrements audio de ses conversations avec les morts. Lorsque Miles revient soudainement, elle court se cacher dans la cave et rencontre le chat noir, qui apparaît et disparaît comme par magie sous ses yeux. S'enfuyant terrorisée, elle est acculée par Miles. Il lui explique que le chat a capté sa haine refoulée pour les habitants du village et qu'il la manifeste à son insu. Jill s'enfuit, mais elle est attaquée, d'abord par des chauves-souris dans la cave, puis par Miles qui l'assomme avec un bâton.
Jill se réveille ligotée et bâillonnée et découvre que Miles l'a emmurée vivante dans un espace du mur de la cave. Il a également pris ses clefs et vidé sa chambre d'hôtel, faisant croire qu'elle avait quitté le village. Cependant, l'inspecteur Gorley, qui a survécu à l'accident de voiture, se rend avec le sergent Wilson et son supérieur, l'inspecteur Flynn, à la maison de Miles et insiste pour y chercher des traces du chat et de Jill. Ils ne trouvent rien et s'apprêtent à partir lorsqu'ils entendent un faible miaulement du chat provenant de la cave. Ils trouvent le mur récemment maçonné et, en le défonçant, ils découvrent Jill à peine vivante et le chat qui y était incarcéré à l'insu de Miles. Alors que Jill est extraite, Miles marmonne à Gorley que le chat a gagné et qu'il a été victime de ses propres méfaits.

## Fiche technique
Sauf indication contraire, les informations mentionnées dans cette section peuvent être confirmées par la base de données cinématographiques IMDb,  présente dans la section « Liens externes ».
- Titre français : Le Chat noir[1]
- Titre original : Gatto nero ou Black Cat[2]
- Réalisation : Lucio Fulci
- Scénario : Lucio Fulci, Biagio Proietti (it), d'après une nouvelle d'Edgar Allan Poe
- Musique : Pino Donaggio
- Photographie : Sergio Salvati (it)
- Décors : Antonello Geleng (non crédité)
- Costumes : Massimo Lentini (it)
- Montage : Vincenzo Tomassi (it)
- Production : Giulio Sbarigia
- Société de production : Selenia Cinematografica
- Pays de production :  Italie
- Langue de tournage : italien
- Format : Couleur - 2,35:1 - Mono - 35 mm
- Genre : Horreur
- Durée : 92 minutes
- Date de sortie :
  - Italie : 4 avril 1981
  - France : 9 mars 1983[1]
- Interdit aux moins de 12 ans

## Distribution
- Mimsy Farmer (VF : Sylvie Feit) : Jill Trevers
- Patrick Magee (VF : Georges Aminel) : Le professeur Robert Miles
- David Warbeck (VF : Jean Roche) : L'inspecteur Gorley
- Al Cliver (VF : Joël Martineau) : Le sergent Wilson
- Dagmar Lassander (VF : Marion Loran) : Lillian Grayson
- Bruno Corazzari (VF : Marc de Georgi) : Ferguson
- Geoffrey Copleston (it) (VF : Michel Gudin) : L'inspecteur Flynn
- Daniela Doria : Maureen Grayson
- Vito Passeri (VF : Georges Aubert) : le gardien de l'entrepôt (non crédité)

## Production
Le film a été tourné du 11 août au 28 septembre 1980. Le tournage s'est déroulé au Studio Elios, à ceux de Cine International, et au Studio Incir de Paolis à Rome. Les extérieurs sont tournés à Rome, ainsi que dans le Buckinghamshire en Angleterre ; plus spécifiquement à Hambleden et à West Wycombe Park et aux Hellfire Caves (en) à West Wycombe.

## Accueil critique
Selon Olivier Bitoun sur DVDclassik, « Tourné entre Frayeurs et L'Au-delà, Le Chat noir est une œuvre de commande du producteur Giulio Sbarigia qui éloigne un temps Lucio Fulci de sa trilogie des Enfers [...] Les acteurs ne sont [...] guère [...] crédibles, Patrick Magee se contentant de jouer de ses légendaires sourcils et Mimsy Farmer ne semblant à aucun moment être réellement impliquée dans le film. Il y a une forme de laisser-aller général, Fulci semblant lui aussi décrocher régulièrement, tout comme le compositeur Pino Donaggio qui propose à quelques endroits de belles trouvailles mais qui à d'autres se contente de faire du remplissage. [...] Bref, le dilettantisme et le manque d'implication se ressentent à tous les niveaux, hormis pour ce qui est du travail sur la photographie. Ainsi le soin apporté à la photographie, que ce soit dans les intérieurs (la demeure de Miles, le caveau) ou les extérieurs (les ruelles de nuit, le cimetière embrumé) et quelques images chocs (la femme qui se transforme en torche humaine, la lente agonie du couple d'amoureux qui s’asphyxie petit à petit) font que ce Chat noir, à défaut de vraiment passionner, se suit sans déplaisir ».
Selon Frédéric Mignard sur Cinedweller, le récit est décousu et pas toujours convaincant : « Des pistes paranormales, surnaturelles, démoniaques et effectivement psychologiques, accouchent de morts en série dans un village perdu au sein du patrimoine campagnard britannique, autour d’un chat noir baladeur, qui nous sera présenté comme l’extension de la haine, de la fureur et de l’aigreur d’un homme meurtri. Certains critiques ont pointé à ce sujet une ressemblance diégétique avec la progéniture meurtrière de Chromosome 3 de David Cronenberg, dont le film est sorti un an avant le tournage de cette libre adaptation de Poe ».
Selon Olivier Rossignot sur Culture-o-poing : « Le scénario à base d’hypnose, de possession et d’autosuggestion est des plus abracadabrants, mais participe au plaisir, au même titre que ses numéros d’acteurs dans lequel un Patrick Magee en roue libre, fait un numéro de cabotinage délectable ».